# Ruben Brown
Ruben Parnell Brown (Englewood, 13 febbraio 1972) è un ex giocatore di football americano statunitense che ha militato nel ruolo di offensive guard nella National Football League.

## Biografia
Al college, Browns giocò a football a Pittsburgh. Fu scelto come 14º assoluto dai Buffalo Bills nel Draft NFL 1995. Divenne subito la loro guardia sinistra titolare, venendo convocato per otto Pro Bowl consecutivi. Svincolato dopo la stagione 2003, firmò coi Chicago Bears giocandovi per tre stagioni e venendo convocato per il nono Pro Bowl nel 2006, anno in cui raggiunse il Super Bowl XLI, perso contro gli Indianapolis Colts. Si ritirò dopo la stagione 2007.

## Palmarès

### Franchigia
- National Football Conference Championship: 1

Chicago Bears: 2006

### Individuale
- Convocazioni al Pro Bowl: 9

1996, 1997, 1998, 1999, 2000, 2001, 2002, 2003, 2006
- All-Pro: 4

1998, 1999, 2000, 2002
- PFWA All-Rookie Team - 1995
- Formazione ideale del 50º anniversario dei Buffalo Bills

## Statistiche
| Partite             | 181 |
| Partite da titolare | 181 |